# Earl of Ducie

Wappen der Earls of Ducie

Earl of Ducie ist ein erblicher britischer Adelstitel in der Peerage of the United Kingdom. Der Titel wurde am 28. Januar 1837 für Thomas Reynolds-Moreton, 4. Baron Ducie geschaffen. 

## Geschichte des Titels
Die Familie der Earls stammte ab von Edward Moreton († vor 1687), der mit Elizabeth Ducie, einer Tochter von Robert Ducie verheiratet war. Deren Sohn Matthew Ducie Moreton war als Knight of the Shire für Gloucestershire Mitglied im House of Commons. Am 9. Juni 1720 wurde er als Baron Ducie, of Moreton in the County of Stafford, in den erblichen Adelsstand der Peerage of Great Britain erhoben und dadurch zum Mitglied des House of Lords. Sein Nachfolger als 2. Baron Ducie (of Moreton) wurde sein einziger Sohn. Da dieser unverheiratet und kinderlos war, wurde ihm am 27. April 1763 in der Peerage of Great Britain auch der Titel Baron Ducie, of Tortworth in the County of Gloucester, verliehen, mit dem besonderen Zusatz, dass dieser Titel in Ermangelung eigener männlicher Nachkommen nach an seine Neffen Thomas und Francis Reynolds, die beiden Söhne seiner Schwester Elizabeth Reynolds, und deren männlichen Nachkommen vererbbar sei.
Bei seinem Tod 1770 erlosch mangels eigener männlicher Nachkommen der 1720 verliehene Titel des Baron Ducie (of Moreton). Der 1763 verliehene Titel des Baron Ducie (of Tortworth) fiel hingegen aufgrund der besonderen Erbregelung zunächst an seinen älteren Neffen Thomas Reynolds als 2. Baron Ducie und bei dessen kinderlosem Tod 1785 an dessen Bruder Francis Reynolds als 3. Baron Ducie. Beide hatten jeweils kurz nach Erhalt des Titels ihren Familiennamen zu „Reynolds-Moreton“ ergänzen lassen.
Dessen Sohn Thomas Reynolds-Moreton beerbte ihn 1808 als 4. Baron Ducie. Am 28. Januar 1837 wurde er in der Peerage of the United Kingdom auch zum Earl of Ducie sowie Baron Moreton, of Tortworth in the County of Gloucester, erhoben. Ihm folgten sein ältester Sohn als 2. Earl und dessen ältester Sohn als 3. Earl. Da der 3. Earl keine Söhne hinterließ fielen die Titel bei seinem Tod 1921 an seinen Bruder als 4. Earl. Dieser hatte sich als Schaf- und Rinderzüchter in Queensland niedergelassen und war sowohl Mitglied der Legislative Assembly of Queensland als auch des Queensland Legislative Council und hatte seinen Familiennamen zu „Moreton“ verkürzt. Dessen Sohn, der 5. Earl, lebte als Milch- und Obstbauer ebenfalls in Australien. Da er 1952 ohne männlichen Nachkommen verstarb, erbte dessen Neffe den Titel als 6. Earl of Ducie. Derzeitiger Titelträger ist seit 1991 der 7. Earl, der älteste Sohn des 6. Earl of Ducie.

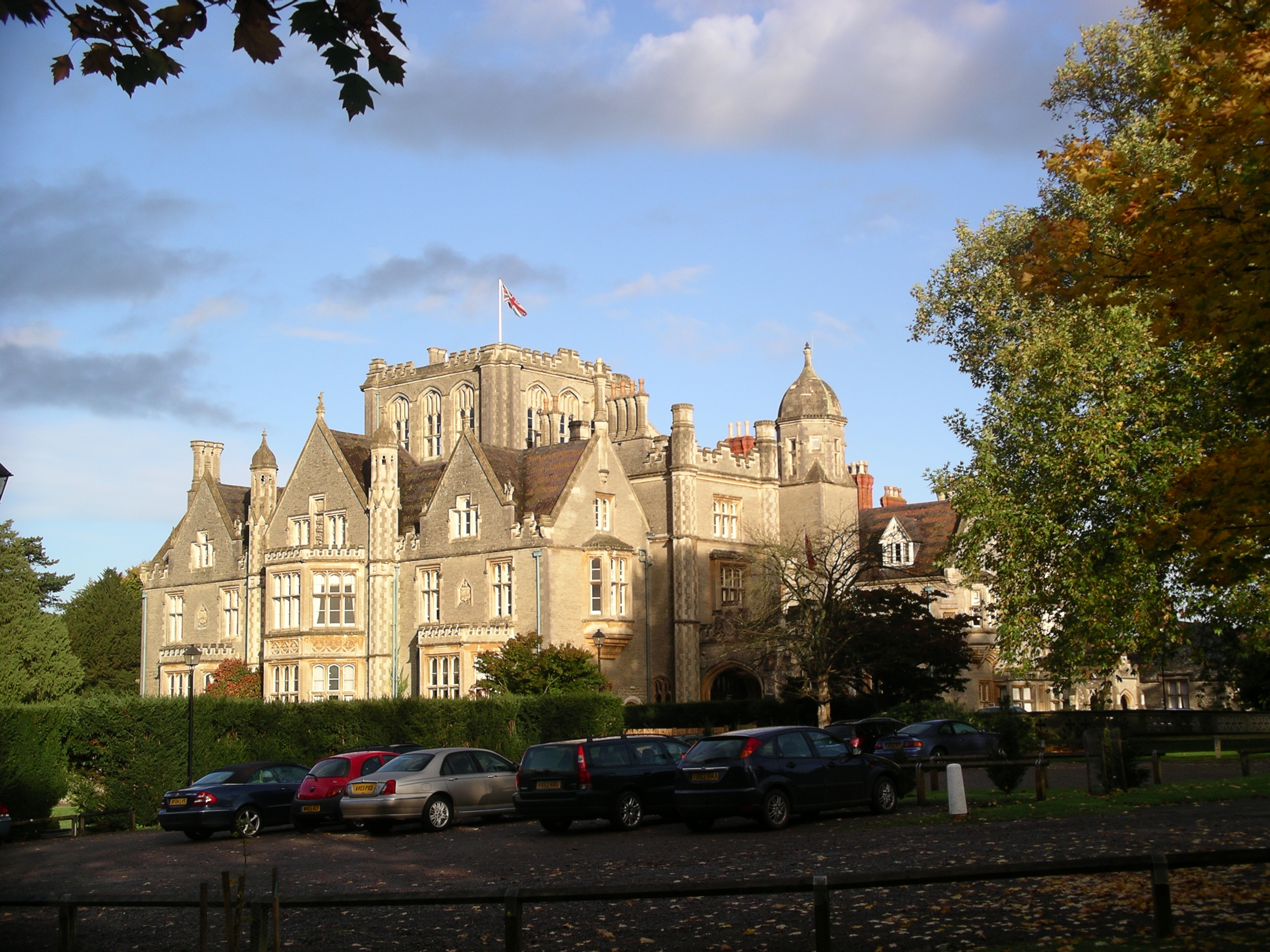
Tortworth Court

Familiensitz der Earls war bis in die 1920er Jahre der in Gloucestershire gelegene Tortworth Court und ist heute die Talbots End Farm bei Cromhall in Gloucestershire.

## Liste der Barone Ducie und Earls of Ducie

### Barone Ducie, erste Verleihung (1720)
- Matthew Ducie Moreton, 1. Baron Ducie (1663–1735)
- Matthew Ducie Moreton, 2. Baron Ducie (1695–1770) (1763 zum Baron Ducie erhoben, die Baronie von 1720 erlosch 1770)

### Barone Ducie, zweite Verleihung (1763)
- Matthew Ducie Moreton, 2. Baron Ducie, 1. Baron Ducie (1695–1770)
- Thomas Reynolds-Moreton, 2. Baron Ducie (1733–1785)
- Francis Reynolds-Moreton, 3. Baron Ducie (1739–1808)
- Thomas Reynolds-Moreton, 4. Baron Ducie (1766–1840) (1837 zum Earl of Ducie erhoben)

### Earls of Ducie (1837)
- Thomas Reynolds-Moreton, 1. Earl of Ducie (1766–1840)
- Henry George Francis Reynolds-Moreton, 2. Earl of Ducie (1802–1853)
- Henry John Reynolds-Moreton, 3. Earl of Ducie (1827–1921)
- Berkeley Basil Moreton, 4. Earl of Ducie (1834–1924)
- Capel Henry Berkeley Reynolds Moreton, 5. Earl of Ducie (1875–1952)
- Basil Howard Moreton, 6. Earl of Ducie (1917–1991)
- David Leslie Moreton, 7. Earl of Ducie (* 1951)

Titelerbe (Heir apparent) ist der älteste Sohn des aktuellen Earls, James Berkeley Moreton, Lord Moreton (* 1981).